# Horpács, Nógrád
Horpács  este un sat în districtul Rétság, județul Nógrád, Ungaria, având o populație de 171 de locuitori (2011). 

## Demografie
Componența etnică a satului Horpács
     Maghiari (100%)
Componența confesională a satului Horpács
     Romano-catolici (57,89%)
     Fără religie (13,45%)
     Atei (2,34%)
     Necunoscută (26,32%)
Conform recensământului din 2011, satul Horpács avea 171 de locuitori. Din punct de vedere etnic, majoritatea locuitorilor (100,0%) erau maghiari.  Din punct de vedere confesional, majoritatea locuitorilor (57,89%) erau romano-catolici, existând și minorități de persoane fără religie (13,45%) și atei (2,34%). Pentru 26,32% din locuitori nu este cunoscută apartenența confesională.